# Dypterygia ordinarius
Dypterygia ordinarius är en fjärilsart som beskrevs av Butler 1879. Dypterygia ordinarius ingår i släktet Dypterygia och familjen nattflyn. Inga underarter finns listade i Catalogue of Life.